# Caleidoscopio

Vista interior de los colores y formas de un caleidoscopio

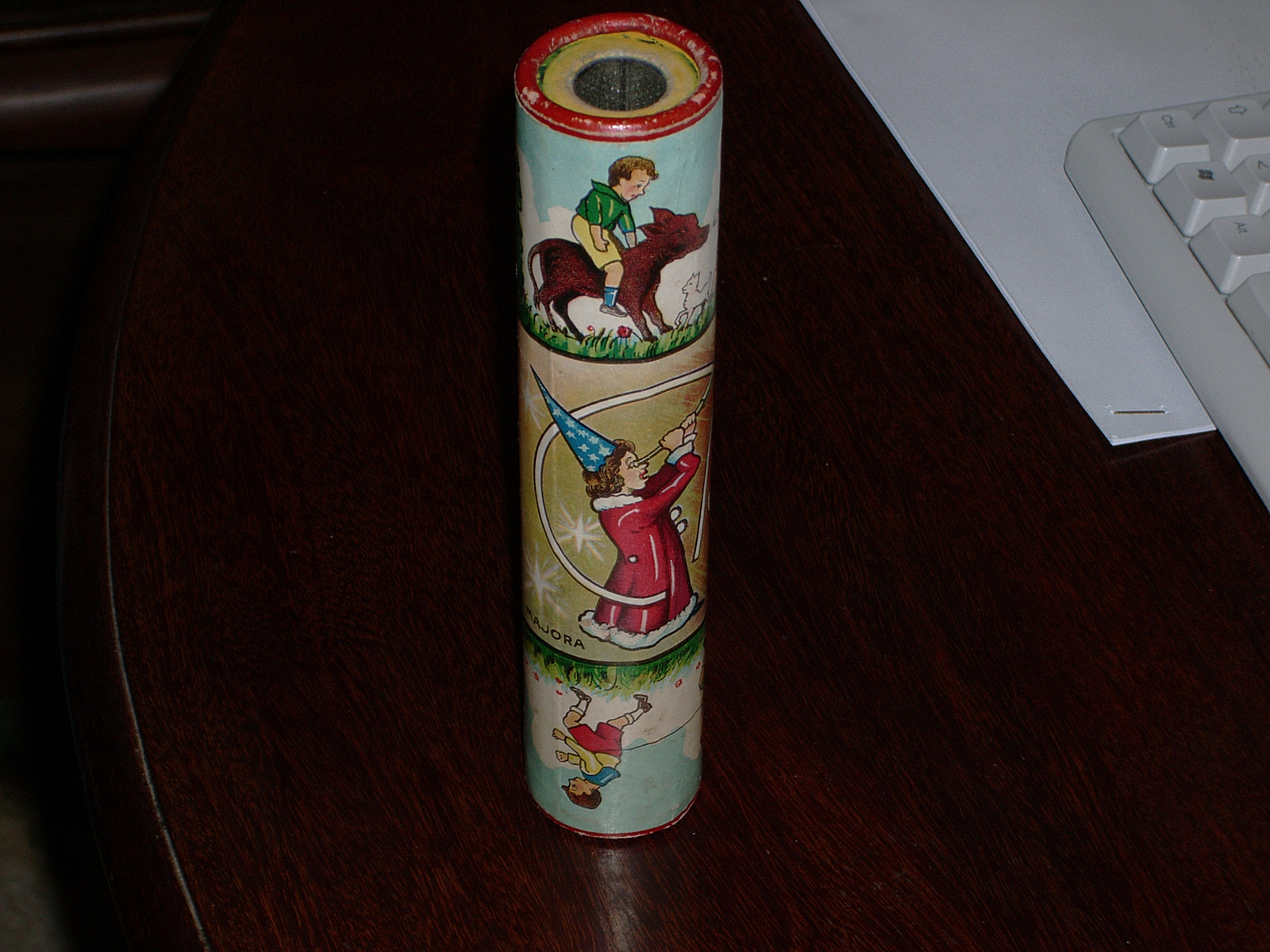
Vista exterior del tubo de un caleidoscopio

Un caleidoscopio (del griego kalós' "hermoso", eîdos "imagen" y skopéō "observar") o calidoscopio, es un tubo que contiene tres espejos, que forman un prisma triangular con su parte reflectante hacia el interior, al extremo de los cuales se encuentran dos láminas traslúcidas entre las cuales hay varios objetos de colores y formas diferentes, cuyas imágenes se ven multiplicadas simétricamente al ir girando el tubo mientras se mira por el extremo opuesto. Dichos espejos pueden estar dispuestos a distintos ángulos. A 40° de cada uno se generan ocho imágenes duplicadas. A 60° se observan seis duplicados y a 90° cuatro. El caleidoscopio es también muy conocido por el teleidoscopio, pero no hay relación entre ambos. Aunque lo más común es que esté equipado con solo una lente, también puede construirse un caleidoscopio con dos, o más de tres para conseguir distintos tipos de efectos.
El caleidoscopio moderno fue inventado en 1816 por el físico escocés David Brewster, quien lo patento en 1817, pero nunca llegó a obtener beneficios económicos de su patente. El ritmo de venta fue enorme, pero la facilidad de fabricación fomentó las imitaciones y réplicas, y en poco tiempo, otros empresarios comenzaron a recibir ganancias vendiendo cientos de miles de ejemplares.
Es uno de los juguetes más conocidos del mundo y uno de los más apreciados por su efecto óptico. En palabras de Peter Mark Roget, "En la memoria del hombre, ninguna invención y ningún trabajo, ya sea dirigido a la imaginación o al entendimiento, jamás producirá un efecto igual".
Otro tipo de caleidoscopio es el teleidoscopio. Este tiene una lente de aumento o una esfera translúcida en su extremo (en vez de las dos láminas), y genera las imágenes multiplicando en sus espejos objetos exteriores al mismo, vistos a través de dicha lente.

## Tipos de caleidoscopio
Tomoscopio: es una variante del caleidoscopio que consiste en aplicar una lente translúcida de gran apertura en su extremo. Esta lente permite utilizar cualquier forma, color y volumen, recogiendo la imagen de cualquier objeto situado alrededor y convirtiéndolo en imágenes caleidoscópicas. El tomoscopio tiene la ventaja de que no se necesita una intensidad de luz concreta, sino que con poca luz ya hace su función. Otra ventaja es que se puede jugar con objetos opacos, cosa que un caleidoscopio clásico no permite.
Magicscopio: es uno de los caleidoscopios más recientes y su funcionamiento se basa en un tubo de material transparente lleno de líquido, con fragmentos de vidrio y purpurina, colocado en la parte delantera del caleidoscopio. Al pasarlo en posición vertical con el contenido en la parte superior, este cae con su propio peso en la parte inferior y al pasar por la parte de delante del prisma da lugar a la formación de imágenes caleidoscópicas.
Grafiscopio: es muy parecido al caleidoscopio clásico, pero con la diferencia de que donde se colocarían los trocitos de vidrio, papel u otro material, dispone de una ranura donde se introduce una tira translúcida o transparente que al hacerla deslizar hace que aquello que se haya impreso, dibujado o pegado en la tira, quede convertido en una imagen caleidoscópica.
Caleidoscopio polarizado: está elaborado a partir de un vidrio polarizador que permite descomponer la luz, creando infinitas combinaciones multicolores. Enfocando este caleidoscopio hacia cualquier haz de luz, este atraviesa el polarizador y se descompone en todo su espectro, que a su vez proyectará el color a través del prisma o espejo formando las figuras caleidoscópicas.